# Troglindicus
Troglindicus is een geslacht van kreeftachtigen uit de klasse van de Malacostraca (hogere kreeftachtigen).

## Soort
- Troglindicus phreaticus Sankolli & Shenoy, 1979